# Bolesław (Olkusz)
Pour les articles homonymes, voir Bolesław.
Bolesław (prononciation : [bɔˈlɛswaf]) est une localité polonaise, siège de la gmina de Bolesław, située dans le powiat d'Olkusz en voïvodie de Petite-Pologne.